# 巴爾諾特斯維克
巴爾諾特斯維克（英語：Barnoldswick）是英格蘭蘭開夏郡的一個城市和民政教區，靠近北約克郡。巴爾諾特斯維克現在有人口11,005人。

## 外部連結
- Visit Barnoldswick website （页面存档备份，存于）
- 《末日審判書》上的Barnoldswick